# Diospyros riedelii
Diospyros riedelii là một loài thực vật có hoa trong họ Thị. Loài này được (Hiern) B.Walln. mô tả khoa học đầu tiên năm 2000.